# AH7
Aziatische weg 7 (Kazachs: Азиялық маршруты, Azīyalyq Marshrūty; Engels: Asian Highway 7) is een van de hoofdroutes van het Asian Highwayproject. De totale lengte van de Aziatische weg is 5.868 kilometer. De AH7 loopt achtereenvolgens door de landen Rusland, Kazachstan, Kirgizië, Oezbekistan, Tadzjikistan, Afghanistan en Pakistan. Hij begint in de Russische stad Jekaterinenburg, en eindigt in Karachi, de grootste stad van Pakistan.
De AH7 deelt zijn route tussen Merke (Мерке, Kazachstan) en Kara-Balta (Kirgizië) ongeveer honderd kilometer lang met de AH5. Bij Kaboel (Afghanistan) stopt de AH7, maar door middel van de AH1 is de stad Kandahar te bereiken, vanwaar de AH7 zijn route hervat richting Pakistan.
Volgens het handboek van het Asian Highwayproject uit 2002 is bijna de gehele route verhard. Alleen een traject van 72 kilometer in Kirgizië en een stuk van 83 kilometer in Tadzjikistan zijn onverhard.